# Prodasineura flavifacies
Prodasineura flavifacies là một loài chuồn chuồn kim thuộc họ Protoneuridae. Đây là loài đặc hữu của Zambia.